# Parafia Matki Boskiej Bolesnej w Łodzi
Parafia Matki Bożej Bolesnej w Łodzi – rzymskokatolicka parafia w dekanacie Łódź-Teofilów-Źubardź archidiecezji łódzkiej.

## Historia budowy kościoła i jego architektura

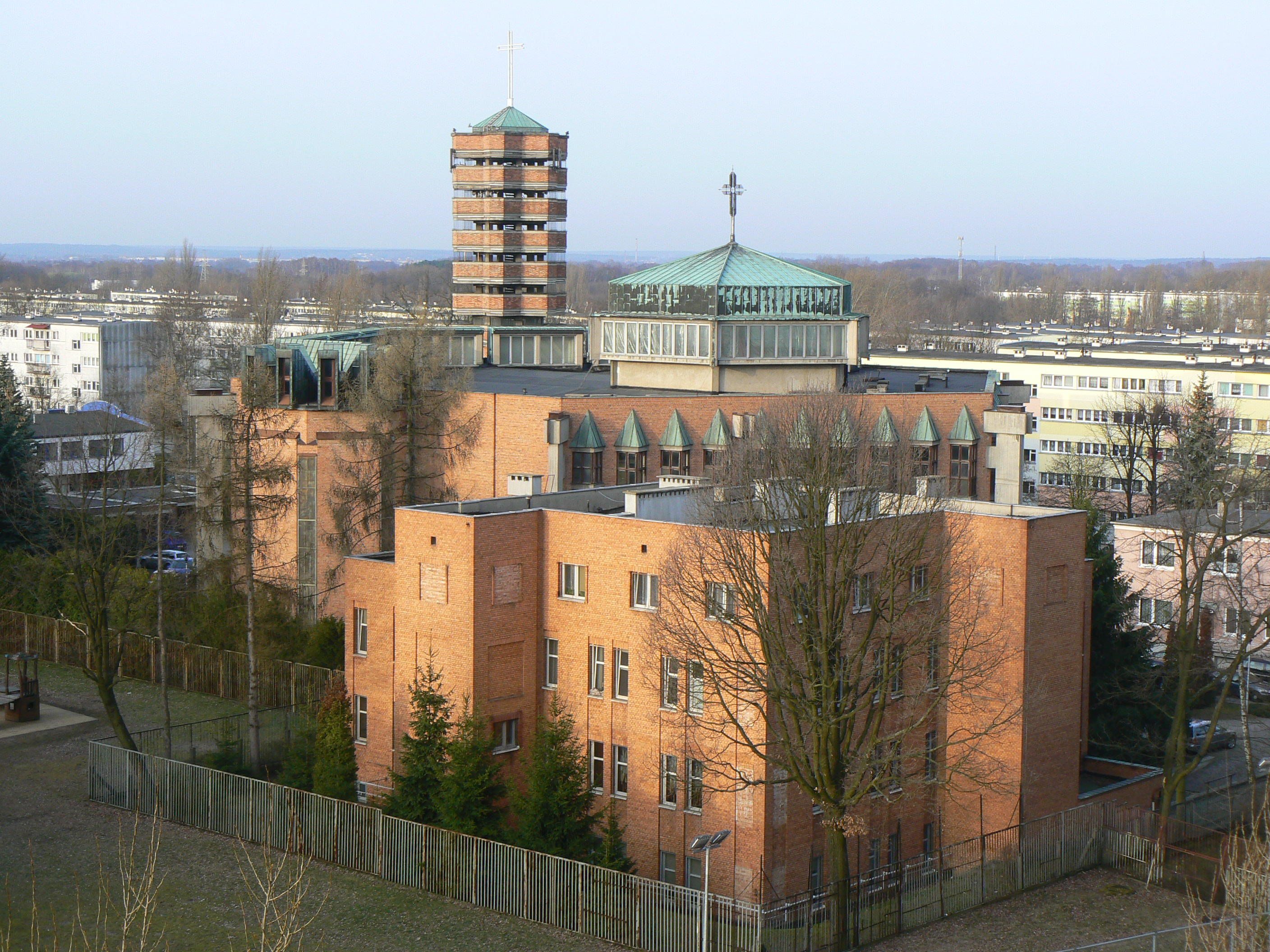
Widok kościoła od strony bloku przy ul. Grabieniec

Wybudowany w latach 1973–1976. Kościół nowoczesny na planie sześcioboku, z monumentalną wieżą, powierzchnia 1500 m², dwupoziomowy. Autorzy projektu, architekci: Leszek Łukoś, Ludwik Mackiewicz. Poświęcony w 1976 przez bpa Józefa Rozwadowskiego, a konsekrowany został w 2006 roku przez abpa Władysława Ziółka.
Wyposażenie kościoła: tabernakulum w górnym i dolnym kościele, figura Chrystusa Ukrzyżowanego i Matki Boskiej Bolesnej, wykonane w brązie. Witraże w kaplicy Matki Boskiej Bolesnej, granitowy ołtarz, ławki dębowe, konfesjonały dębowe, chrzcielnica.

## Proboszczowie
- o. Jan Wszędyrówny CP (1972–1983)
- o. Ludwik Stefański CP (1983–1994)
- o. Piotr Gryz CP (1994–1998)
- o. Przemysław Kulesik CP (1998–2002)
- o. Ludwik Stefański CP (2002–2006)
- o. Mariusz Ratajczyk CP (2006–2009)
- o. Artur Kiliszek CP (2009–2018)
- o. Wojciech Adamczewski CP (2018–2020)
- o. Krzysztof Kukliński CP (2020)
- o. Grzegorz Szczygieł CP (2020–2022)
- o. Łukasz Nawotczyński CP ( 2022–2023)
- o. Paweł Wójcik CP (od 2023)